# 硒氰酸银
硒氰酸银是一种无机化合物，化学式为AgNCSe，可由复分解反应制备。新制的硒氰酸银可以和热的硝酸银及高氯酸银溶液反应，分别生成(Ag3NCSe)(NO3)2和(Ag2NCSe)ClO4。硒氰酸银在390 K按下式分解：2 AgSeCN → Ag2Se + Se + (CN)2↑。它和CH3OC(O)SCl反应，得到CH3OC(O)SSeCN。